# Zorgvliedsluis
De Zorgvliedsluis of Zorgvliedschutsluis (sluisnummer 115) is een sluis bij in de Nieuwe Wetering bij de Zuidelijke Wandelweg in Amsterdam. Aan de oostkant van de sluis ligt een tak van de Nieuwe Wetering die bij de Zorgvliedbrug open verbinding heeft met de Amstel.
De sluis is in 1921 gebouwd, in dezelfde tijd als het gemaal Stadwijck en de Zorgvliedbrug. De door A.J. Westerman van de Amsterdamse dienst voor Publieke Werken ontworpen sluiswachterswoning is dan ook identiek aan de "machinistenwoning" bij het gemaal.
De sluis en de brug zijn genoemd naar de ernaast gelegen begraafplaats Zorgvlied. Het gemaal, de sluis, de brug en de beide woningen staan samen sinds 2006 op de gemeentelijke monumentenlijst.
De Zorgvliedsluis heeft aan beide kanten twee puntdeuren en kan alleen handmatig geopend worden. De schutsluis, beheerd door de gemeente Amsterdam, wordt soms gebruikt voor het verversen van het water in de Binnendijkse Buitenveldertse polder met water uit de Amstel, dit gebeurt echter alleen bij uitzondering, omdat het Amstelwater zouter is. Er is geen scheepvaartverkeer meer.